# Omnivoropterygidae
Omnivoropterygidae (nombre que significa "alas omnívoras") es una familia extinta de aves primitivas exclusivamente conocidas de la Formación Jiufotang de China. Tenían colas óseas reducidas y cráneos inusuales con dientes en la mandíbula superior, pero no así en la mandíbula inferior. Su dentición singular ha llevado a algunos científicos a sugerir que tenían una dieta omnívora. La familia fue nombrada por Stephen A. Czerkas y Qiang Ji en 2002, aunque con frecuencia se ha usado su sinónimo más moderno, Sapeornithidae, a pesar de que fue nombrado cuatro años más tarde, en 2006. Es la única familia nombrada en el orde Omnivoropterygiformes (=Sapeornithiformes).